# Stade de la ville de Tudela
Le Stade de la ville de Tudela (en espagnol : Estadio Ciudad de Tudela), également connu sous le nom de Stade municipal de la ville de Tudela (en espagnol : Estadio Municipal Ciudad de Tudela) et auparavant connu sous le nom de Stade José Antonio Elola (en espagnol : Estadio José Antonio Elola), est un stade de football espagnol situé dans la ville de Tudela, en Navarre.
Le stade, doté de 11 000 places et inauguré en 1969, sert d'enceinte à domicile à l'équipe de football du CD Tudelano.

## Histoire
La superficie de jeu du terrain (doté d'une pelouse d'herbe naturelle) est de 100 x 66 mètres, et est entouré d'une tribune de 700 places assises,.
Le stade est inauguré le 17 août 1969 à 17h30 à l'occasion de plusieurs confrontants les différentes équipes de football de la ville, et ce en présence du maire de la ville Rafael Añón ainsi que du délégué national de l'éducation physique et sportive de l'époque, José Antonio Elola (qui donna son nom au stade de sa création jusqu'en 2012),,,. La cérémonie d'ouverture s'est soldée par un match nul entre le CD Tudelano et le CA Osasuna.